# Liernolles
 Liernolles  là một xã ở tỉnh Allier thuộc miền trung nước Pháp.